# Killing Stalking
Killing Stalking (hangeul : 킬링 스토킹) est un manhwa sud-coréen écrit et illustré par Koogi. Il est publié en ligne en coréen par Lezhin Comics entre 2016 et 2020. La série achevée compte quatorze tomes. Il remporte le grand prix de 100 000 000 ₩ lors du deuxième concours mondial de bandes dessinées Lezhin.

## Synopsis
L'histoire parle de Yoon Bum, un jeune homme malade mentalement au passé difficile. Après être tombé amoureux d'Oh Sangwoo, un contemporain de l'armée qui l'a sauvé d'un viol, il décide d'entrer dans la maison de Sangwoo pendant son absence. Yoon Bum trouve une femme ligotée et meurtrie dans le sous-sol de Sangwoo et avant qu'il ne puisse la libérer, il est découvert par Sangwoo, qui s'avère être un tueur en série. Sangwoo casse alors les chevilles de Bum et malgré l'amour précédent de Yoon Bum pour lui, Sangwoo place Bum dans une relation très abusive et manipulatrice jusqu'à la toute fin,.

## Personnages

### Yoon Bum
Yoon Bum (hangeul : 윤범) est le personnage principal de Killing Stalking. En raison de la mort de ses parents à un âge précoce, Bum a été confié à sa grand-mère et à son oncle, qui l'ont ensuite abusé, violé et affamé, laissant Yoon Bum victime d'abus à vie, il a aussi été abusé et violé dans l'armée et Oh Sangwoo l'a également abusé de plusieurs façons. Bum est une personne calme, réservé, timide et sensible qui souffre de trouble borderline et qui a souvent des difficultés sociales. Voyant ses sentiments pour les autres comme un signe d'amour, Bum s'attache facilement à ceux qui lui témoignent de l'affection en raison de son désir de solitude comme il n'en a jamais eu auparavant. Faisant face aux abus, à la solitude de son oncle et pensant que personne n'avait besoin de lui, Yoon Bum s'est régulièrement coupé les poignets dans le passé pour faire face.

### Oh Sangwoo
Oh Sangwoo (hangeul : 오상우) est le deuxième personnage principal de Killing Stalking, le principal antagoniste. Derrière sa fausse personne en public, il est en réalité une personne cruelle et impitoyable qui kidnappe, maltraite, torture, viole et assassine, ne montrant absolument aucune pitié à ses victimes et ne regrettant aucune de ses actions. Il est très narcissique et méprise les gens, prétendant qu'il se soucie vraiment des autres, pour les frapper avec une réelle hostilité quand il en a envie.

### Yang Seungbae
Yang Seungbae (hangeul : 양승배) est un ancien enquêteur qui a été rétrogradé au rang d'officier de police patrouilleur. Comme l'ont noté ses supérieurs, il semble être trop impliqué dans les enquêtes et fait confiance à ses intuitions (généralement correctes) même lorsqu'il manque de preuves. Dévoué et enclin au scepticisme, il remet souvent en question les conclusions des autres. Ces caractéristiques se sont avérées préjudiciables, car elles lui ont coûté sa place dans l'équipe d'enquête.

## Traductions
La série est publiée en anglais au format papier par Seven Seas Entertainment.
En France, la série est diffusée au format papier par Taifu Comics depuis novembre 2020 avec cinq volumes parus en juin 2023 au format numérique sur Delitoon depuis avril 2021.

## Adaptation en drama
Une adaptation de la série en drama coréen est annoncée en mars 2022.

## Prix et distinctions
Le manhwa remporte le grand prix de 100 000 000 ₩ lors du deuxième concours mondial de bandes dessinées Lezhin,.